# Bernát Munkácsi
Bernát Munkácsi (n. 12 martie 1860, Oradea, Imperiul Austriac – d. 21 septembrie 1937, Budapesta, Ungaria) a fost un lingvist, orientalist și etnograf maghiar, de origine evreiască din Transilvania, care s-a specializat mai ales în cercetarea limbilor fino-ugrice. A fost membru al Academiei de Științe a Ungariei.

## Biografie
S-a născut într-o familie de evrei pe nume Munk, din partea tatălui, din Oradea, în Transilvania, pe atunci parte a Imperiul Habsburgic. Din copilărie a fost atras de studiul limbilor și în anii de liceu a învățat limba turcă. A urmat apoi studii de lingvistică la Universitatea din Budapesta, în cadrul cărora a cercetat, între altele, graiurile ceangăilor. Pentru această cercetare a fost premiat cu premiul Sámuel al Academiei de Științe a Ungariei. În scopul plecării în călătorii de studiu în locurile populate de popoare vorbitoare de limbi fino-ugrice, a învățat și limba rusă.

## Studii
În anul 1885 a plecat în prima sa expediție de studiu pe tărâmurile udmurților la vestul Munților Urali. În drum a zăbovit o vreme la Kazan, unde a învățat limba udmurtă de la un student din această etnie care învăța la un seminar din oraș. Călătoria însăși a durat trei luni, timp în care Munkácsi a adunat material lingvistic însemnat. La întoarcere s-a oprit în orașul Simbirsk, cunoscut ulterior ca Ulianovsk, lângă Volga, unde a cules materiale despre limba ciuvașă cu ajutorul unor persoane de origine ciuvașă pe care le-a cunoscut. În anul 1887 a publicat textele udmurte pe care le-a cules precum și cercetarea asupra limbii ciuvașe. 
În primăvara anului 1888, Munkácsi a pornit într-o nouă călătorie de studiu în Rusia. Vreme de un an, până în aprilie 1889 a parcurs regiunea locuită de populația vogulă sau mansi. Materialul cules cu acest prilej a fost publicat în patru volume (1600 pagini) în publicațiile de lingvistică ale Academiei ungare de științe. Munkácsi a analizat în ele șase dialecte ale limbii mansi. Munkacsi a cercetat de asemenea și sursele iraniene și caucaziene ale unor cuvinte din lexicul maghiar. În anul 1915, în zilele primului război mondial el a continuat studiul limbii udmurte, cu concursul unor prizonieri de origine udmurtă din armata rusă, deținuți într-un lagăr de prizonieri de lângă Budapesta. Cu acest prilej Munkácsi a adunat date suplimentare în legătură cu dialectele diverse ale limbii udmurte. Aceste studii au fost publicate doar la mulți ani după moartea sa, în anul 1952. Începând din anul 1917 s-a ocupat mai ales de studiul limbii osetine, lucrările rezultate din aceasta fiind publicate în 1927 în revista de orientalistică „Keleti Szemle”. În ciuda importantelor sale realizări, fiind evreu, cariera sa s-a lovit de obstacole care l-au împiedicat să obțină vreodată un post în lumea universitară. Din 1890 Munkácsi a lucrat ca inspector școlar al comunității evreiești din Budapesta. În cadrul activității din cadrul Muzeului obștii israelite din Ungaria, el a inițiat un proiect de redactare a cărților genealogice ale familiilor evreiești din Ungaria, proiect întrerupt de Holocaust. Nu a fost terminat și publicat până la urmă decât un singur volum, redactat de Munkácsi însuși: „Arborele genealogic al familiilor Munk și Felsenburg”.
În anul 1890 Bernát Munkácsi a fost ales membru corespondent al Academiei ungare de științe, de asemenea a devenit membru extern al Societății de studii fino-ugrice. În 1892, a fost ales vicepreședinte al Societății ungare de etnografie. Începând din 1900 până la sfârșitul vieții sale, a fost co-redactor al revistei maghiare de orientalistică, iar între 1894-1910 a fost redactorul revistei maghiare de științe etnografice. În anul 1910 a fost ales membru titular al Academiei Ungare de Științe. Când a împlinit vârsta de 70 de ani, în anul 1930, Academia a editat un volum în cinstea sa. În anul 2005 s-a înființat, în amintirea sa, un premiu care îi poartă numele, din partea Academiei, pentru cercetări în domeniul lingvisticii.

## Scrieri

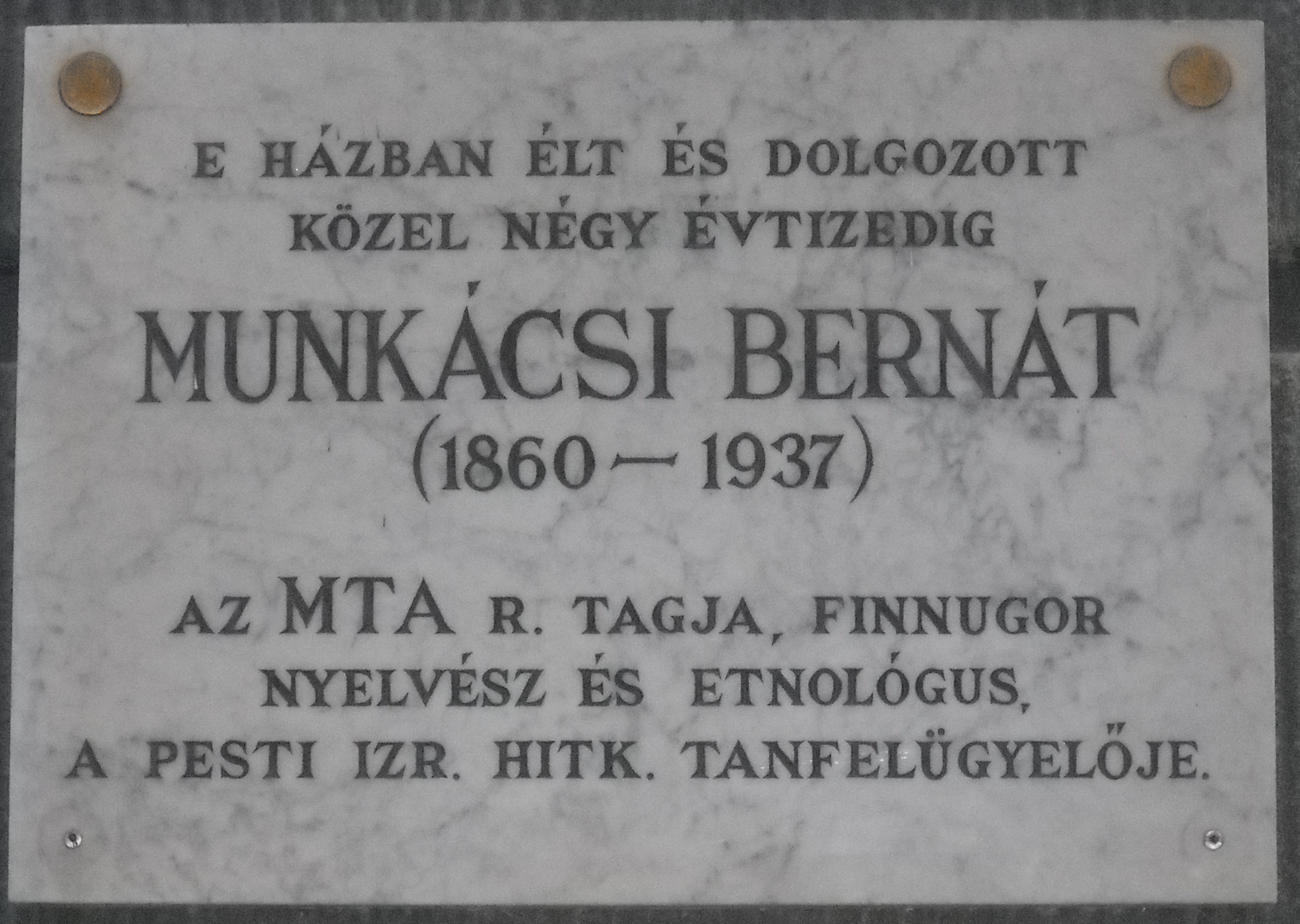
Placă comemorativă pe strada Szondi nr. 9, Sectorul VI din Budapesta

- A moldvai csángók nyelvjárása (Graiul ceangăilor moldoveni), Budapesta, 1881.
- Votják népköltészeti hagyományok (Tradiții ale poeziei populare udmurte), Budapesta, 1887.
- Csuvas nyelvészeti jegyzetek (Note lingvistice ciuvașe), Egyetemi Philologia Közlöny (Buletin filologic universitar), 1887–1890.
- Újabb adalékok a magyar nyelv török elemeihez (Noi contribuții la elementele turcice ale limbii maghiare), Budapesta, 1887.
- Nyelvészeti tanulmányok a vogulok földjén (Studii lingvistice pe tărâm vogul (mansi))), Budapesti Szemle (Monitorul de Budapesta), 1889.
- A magyar népies halászat műnyelve (Jargonul popular al pescarilor maghiari), Ethnographia (Revista Ethnographia), Budapesta, 1893.
- A votják nyelv szótára (Dicționarul limbii udmurte), fascicolele 1–4, Budapesta, 1892–1896.
- A finn-magyar d-l és d-z hangmegfelelésről (Despre schimbările fonetice d-l și d-z în limbile fino-maghiare), Budapesta, 1897;
- Árja és kaukázusi elemek a finn-magyar nyelvekben(Elemente ariene și caucaziene în limbile fino-maghiare), Budapesta, 1901;
- Adalékok a magyar nyelv régi török és mongol elemeihez (Contribuții la elementele arhaice turcice și mongolice din limba maghiară), Budapesta, 1902;
- Vogul névköltési gyűjtemény (I–VI), Budapesta, 1914.
- Kálmán Béla pluajn 2 volumojn eldonis el lia heredajxo, Budapesta, 1953, 1963.